# شركات الطيران القابضة
شركات الطيران القابضة، هي نوع من الشركات التي تمتلك حصصًا كبيرة أو كاملة في شركات طيران أخرى، وتعمل ككيان إداري يُشرف على هذه الشركات التابعة. الهدف الأساسي من إنشاء شركة طيران قابضة هو تحسين الكفاءة الإدارية، زيادة التنسيق بين الشركات التابعة، وتوسيع نطاق الأعمال لتحقيق استراتيجيات نمو أوسع.

## السمات الرئيسية لشركات الطيران القابضة
1. التنوع في العلامات التجارية:
- عادةً تضم شركة الطيران القابضة عدة شركات طيران بعلامات تجارية مختلفة تستهدف أسواقًا متنوعة (مثل الخطوط الجوية التقليدية وشركات الطيران منخفضة التكلفة).

2. التخصص في القطاعات:
- يمكن أن تمتلك الشركات القابضة استثمارات في مجالات مرتبطة بالطيران مثل الصيانة، الشحن الجوي، التموين الجوي، وخدمات المطارات.

3. التنويع الجغرافي:
- غالبًا ما تسعى الشركات القابضة إلى توسيع نطاقها الجغرافي من خلال الاستثمار في شركات طيران تعمل في مناطق وأسواق متعددة.

4. خفض التكاليف:
- يُمكن للشركات القابضة تحقيق وفورات الحجم من خلال تنسيق العمليات مثل شراء الطائرات، الصيانة، أو التفاوض مع الموردين.

5. إدارة مستقلة للشركات التابعة:
- الشركات التابعة تحت مظلة الشركة القابضة غالبًا ما تحتفظ بهويتها الخاصة، مع إدارة عملياتها بشكل مستقل لتلبية احتياجات السوق الخاص بها.

## أمثلة على شركات طيران قابضة معروفة
- مجموعة IAG (International Airlines Group):

تضم الخطوط الجوية البريطانية (British Airways)، وإيبيريا، وفويلينغ (Vueling)، وإير لينغوس (Aer Lingus)، وغيرها.
- مجموعة لوفتهانزا (Lufthansa Group):

تشمل لوفتهانزا، الخطوط الجوية الدولية السويسرية(SWISS)، وأوستريان إيرلاينز، ويورو وينغز (Eurowings).
- مجموعة الخطوط الجوية القطرية (Qatar Airways Group):

تشمل الخطوط الجوية القطرية، وأصولًا في شركات أخرى مثل الطيران الدولي في رواندا (RwandAir) والخطوط الجوية البريطانية.
- مجموعة الخطوط الجوية الصينية (China Southern Airlines Holding):

تضم شركات مختلفة تعمل في الصين وآسيا.

## في السعودية
- مجموعة السعودية (Saudi Group):

تضم الخطوط السعودية، طيران أديل، والخدمات الجوية المرتبطة مثل شركة الخطوط السعودية للتموين والسعودية لهندسة وصناعة الطيران.
- طيران الرياض (جزء من صندوق الاستثمارات العامة):

تسعى لتكون شركة طيران جديدة تحت مظلة صندوق الاستثمارات العامة، مع خطط طموحة للتوسع.